# Coccomyces delta
Coccomyces delta är en svampart som först beskrevs av Kunze, och fick sitt nu gällande namn av Pier Andrea Saccardo 1893. Coccomyces delta ingår i släktet Coccomyces och familjen Rhytismataceae.   Inga underarter finns listade i Catalogue of Life.